# Cem Kaner
Cem Kaner J.D., Ph.D., là Giáo sư công nghệ phần mềm tại Học viện kỹ thuật Florida, và là Giám đốc trung tâm nghiên cứu và đạo tạo kiểm thử phần mềm thuộc học viện Florida (CSTER) kể từ 2004. Ông có lẽ là người được biết đến nhiều nhất trong giới học giả ủng hộ việc sử dụng phần mềm và kiểm thử phần mềm.
Trước khi là giáo sư, Kaner làm việc trong ngành công nghiệp phần mềm đầu năm 1983 ở Silicon Valley như "là một thử nghiệm, lập trình viên, nhà văn nghệ, quản lý phát triển phần mềm, giám đốc phát triển sản phẩm, và phát triển phần mềm độc lập tư vấn." Năm 1988, ông và các đồng tác giả Jack Falk và Hung Q. Nguyen xuất bản sách và đó là một trong những cuốn sách bán chạy nhất về kiểm thử phần mềm vào thời điểm đó, Kiểm tra phần mềm máy tính . Ông cũng làm việc như một nhà thiết kế giao diện người dùng.
Năm 2004 ông đồng sáng lập tổ chức phi lợi nhuận Hiệp hội kiểm thử phần mềm, và giữ chức phó giám đốc đại diện.
Tháng 9 năm 2010, ông đã qua Việt Nam tham dự hội nghị VISTACON  do tập đoàn LogiGear  tổ chức. Các bài trình bày của ông được sự quan tâm của rất nhiều kiểm thử viên chuyên nghiệp tại Việt Nam hưởng ứng .

## Học vấn
Kaner nhận bằng kỹ sư từ đại học Brock vào năm 1974 với chuyên ngành toán học và tâm lý học. Ông nhận bằng bằng Tiến sĩ chuyên ngành tâm lý tại đại học McMaster vào năm 1984 với dự án chuyên về sự đo lường của kinh nghiệm tri giác (psychophyscis). Sau đó ông tham gia trường Luật Golden Gate, tập trung nghiên cứu về luật trong chất lượng phần mềm và tốt nghiệp J.D vào năm 1994.

## Xuất bản
Lưu ý: xem thêm tại website của Kaner.

### Sách
- Kaner, Cem (1987). Testing Computer Software (ấn bản thứ 1). N.p.: TAB Professional & Reference Books. ISBN 0-8306-9563-X.
- Kaner, Cem (1993). Testing Computer Software. Jack Falk, & Hung Q. Nguyen (ấn bản thứ 2). N.p.: International Thomson Computer Press.
- Kaner, Cem (28 tháng 9 1998). Bad Software: What To Do When Software Fails. David L. Pels. New York: John Wiley & Sons. ISBN 0-471-31826-4. {{Chú thích sách}}: Kiểm tra giá trị ngày tháng trong: |date= (trợ giúp)
- Kaner, Cem (12 tháng Tư 1999) [1993]. Testing Computer Software. Jack Falk, & Hung Q. Nguyen (ấn bản thứ 2). New York: Wiley. ISBN 0-471-35846-0. {{Chú thích sách}}: Kiểm tra giá trị ngày tháng trong: |date= (trợ giúp) (Được trao giải xuất sắc của tổ chức truyền thông, trong cuộc thi ấn bản kỹ thuật Bắc California.)
- Kaner, Cem (ngày 15 tháng 12 năm 2001). Margaret Eldridge (biên tập). Lessons Learned in Software Testing: A Context-driven Approach. James Bach & Bret Pettichord. New York: Wiley. LCC QA76.76.T48 K34 2001 ISBN 0-471-08112-4.

### Bài báo
- Kaner, Cem (tháng Sáu 1984). "A Better Random Number Generator for Apple's Floating Point BASIC" (PDF). MICRO. John R. Vokey. tr. 26–35. Bản gốc (pdf) lưu trữ ngày 15 tháng 7 năm 2003. Truy cập ngày 27 tháng 7 năm 2006. {{Chú thích web}}: Kiểm tra giá trị ngày tháng trong: |date= (trợ giúp)
- Kaner, Cem (1995). "Liability for Defective Documentation" (PDF). Software QA Quarterly. Quyển 2 số 3. tr. 8–13. Bản gốc (pdf) lưu trữ ngày 15 tháng 8 năm 2006. Truy cập ngày 27 tháng 7 năm 2006.
- Kaner, Cem (tháng Năm 1998). "Bad Software—Who is Liable?" (PDF). Proceedings of the American Society for Quality's 52nd Annual Quality Congress. Bản gốc (pdf) lưu trữ ngày 6 tháng 12 năm 2004. Truy cập ngày 27 tháng 7 năm 2006. {{Chú thích web}}: Kiểm tra giá trị ngày tháng trong: |date= (trợ giúp)
- Kaner, Cem (tháng Mười một 1998). "Article 2B and Reverse Engineering" (PDF). Uniform Commercial Code Bulletin. tr. 1–9. Bản gốc (pdf) lưu trữ ngày 6 tháng 12 năm 2004. Truy cập ngày 27 tháng 7 năm 2006. {{Chú thích web}}: Kiểm tra giá trị ngày tháng trong: |date= (trợ giúp)
- Kaner, Cem (tháng sáu 1999). "Recruiting Software Testers" (PDF). 12th International Software Quality Conference (Quality Week). San Jose, CA. Bản gốc (pdf) lưu trữ ngày 9 tháng 6 năm 2004. Truy cập ngày 27 tháng 7 năm 2006. {{Chú thích web}}: Kiểm tra giá trị ngày tháng trong: |date= (trợ giúp)
- Kaner, Cem (2002). "UCITA: A disaster in progress" (PDF). IEEE Spectrum. Quyển 39 số 8. tr. 13–15. doi:10.1109/MSPEC.2002.1021944. Bản gốc (pdf) lưu trữ ngày 15 tháng 8 năm 2006. Truy cập ngày 27 tháng 7 năm 2006.